# Lille fluesnapper
Lille fluesnapper (latin: Ficedula parva) er en 11,5 cm stor spurvefugl, der har sin hovedudbredelse i Østeuropa. Det er en trækfugl, der har vinterkvarter i Sydasien. I Danmark er der siden 1941 gjort omkring ti ynglefund spredt over hele landet, især i åbne parkagtige løvskove. Som trækgæst ses den specielt om foråret i anden halvdel af maj i forbindelse med østlige vinde, særligt almindeligt på Christiansø.
Lille fluesnapper er den mindste af fluesnapperne i Danmark og er på størrelse med en gransanger. Den har brunlig overside og lys underside. Hannerne får fra deres tredje leveår en karakteristisk orangerød strube. Fugle i alle dragter kan kendes på, at halens sider inderst er hvide.
Hannens sang er 3-6 sekunder lang og varierer stærkt, men afsluttes ofte med en faldende tonerække som hos løvsanger. Kaldet er langt og snerrende rrrrrr, der kan minde om gærdesmuttens.
Arten lever af insekter, der fanges i bladløvet. De kan dog også fanges i luften ligesom det er tilfældet for andre fluesnappere.